# Шосе A5 (Латвія)
Шосе A5 або Шосе (Саласпілс—Бабіте) — латвійська автомагістраль вищої категорії, частина Ризької об'їзної дороги, від Саласпілса до Бабіте. Вся довжина A5 є частиною міжнародної автомагістралі E77, але від з’єднання з A6 до з’єднання з A7 вона є частиною шосе E67. Загальна протяжність автошляху А5 становить 40,9 км. Дорога має асфальтобетонне покриття.
Шосе кілька разів перетинає Кекавіню, канал Даугава-Мис і Неріню.